# HK Jenisej Krasnojarsk

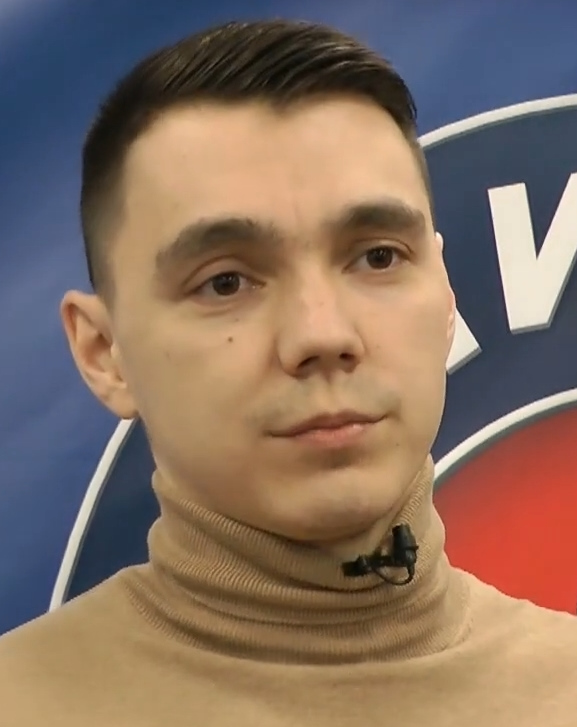
Almaz Mirgazov, hráč HK Jenisej

HK Jenisej (ХК «Енисей») je ruský klub bandy, sídlící ve městě Krasnojarsk. Je účastníkem Ruské superligy v bandy, domácí zápasy hraje na Stadionu Jenisej pro deset tisíc diváků. Klubové barvy jsou červená a modrá.

## Historie klubu
Bandy se začalo v Krasnojarsku hrát v roce 1928 a roku 1934 vznikl při závodě Krasmaš klub pod názvem Strojitěl Vostoka, název Jenisej nese od roku 1960. V sovětské první lize debutoval v roce 1953, od roku 1965 hraje nejvyšší soutěž nepřetržitě. Získal jedenáct titulů mistra SSSR (1980, 1981, 1982, 1983, 1984, 1985, 1986, 1987, 1988, 1989, 1991) a čtyři tituly mistra Ruska (2001, 2014, 2015 a 2016), v letech 1980 až 1989 deset let nepřetržitě vedl ligu. V roce 1984 vyhrál sovětský pohár a v letech 1997, 1998 a 1999 ruský pohár. Na mezinárodní úrovni devětkrát vyhrál Evropský pohár v bandy (1980, 1983, 1985, 1986, 1987, 1988, 1989, 2001), čtyřikrát Světový pohár v bandy (1982, 1984, 2011 a 2015) a jednou Stockholmský pohár (1995). Trenérem je bývalý úspěšný reprezentant a čestný občan Krasnojarska Sergej Ivanovič Lomanov, v klubu hraje i jeho syn Sergej Sergejevič Lomanov, devítinásobný mistr světa.